# Veltins-Arena
Veltins-Arena (tidigare Arena Aufschalke (stiliserat som Arena AufSchalke)), är en fotbollsarena i Gelsenkirchen, Tyskland.
Veltins-Arena är hemmaplan för Schalke 04 och är en av Europas modernaste arenor. En fotbollsarena utan löparbanor, tak som kan öppnas och en gräsmatta som kan köras ut för att få tillräckligt med sol är några av arenans attribut. 2004 var Arena Aufschalke värd för finalen i Uefa Champions League och var en av arenorna när VM i fotboll avgjordes i Tyskland sommaren 2006.
Veltins-Arena ersatte Parkstadion som bland annat var VM-arena 1974.
Arenan hyste invigningsmatchen den 7 maj 2010 i världsmästerskapet i ishockey för herrar 2010. Hemmanationen Tyskland besegrade USA med 2–1 efter förlängning, inför rekordpubliken 77 803.
Under fotbolls-EM 2024 spelas tre gruppspelsmatcher och en åttondelsfinal på arenan.

## Evenemang
- Världsmästerskapet i ishockey för herrar 2010
- Världsmästerskapet i fotboll 2006
- Schalke 04:s hemmamatcher
- Champions League finalen 2004
- World Team Challenge i skidskytte sedan 2002
- Europamästerskapet i fotboll 2024